# Comunitat de municipis de la Regió de Pleyben
La Comunitat de municipis de la Regió de Pleyben (CCRP) (en bretó Kumuniezh kumunioù Bro Bleiben) és una antiga estructura intercomunal francesa, situada al département del Finisterre a la regió Bretanya, dins el país de Centre Oest Bretanya. Té una extensió de 176,25 kilòmetres quadrats i una població de 6.685 habitants (2006).

## Composició
Agrupa 6 comunes :
1. Le Cloître-Pleyben
2. Gouézec
3. Lannédern
4. Lennon
5. Lothey
6. Pleyben